# Henckelia platypus
Espèce
Classification phylogénétique
Henckelia platypus est une espèce de plantes à fleurs de la famille des Gesneriaceae. C'est une plante herbacée des forêts tropicales d'Asie.

## Synonymes
- Didymocarpus platypus (C.B. Clarke)
- Roettlera platypus (C.B. Clarke) Kuntze

## Distribution
Thaïlande, Péninsule Malaise (Malacca, Selangor, Johore, etc.), Singapour, Indonésie (Sumatra), Bornéo.